# ファミコン文庫 はじまりの森
『ファミコン文庫 はじまりの森』（ファミコンぶんこ はじまりのもり）は、1999年7月1日に日本の任天堂から発売されたコマンド選択式アドベンチャーゲーム。ニンテンドウパワーによる書き換え専用ソフトとして発売された。
主人公の少年が夏休みに不思議な体験をするという内容であり、コマンド選択式のゲームシステムとなっている。開発元はパックスソフトニカ。後にバーチャルコンソール対応ソフトとして配信された。本作は「ファミコン文庫シリーズ」第一作として販売されたが、第二作以降は発売されないままに終わっている。

## 概要
夏休みに祖父の田舎にやってきた主人公が、一人の少女と共に不思議な体験をするというストーリー。ゲームシステムは『平成 新・鬼ヶ島』（1997年）と類似したシステムであり、アドベンチャーゲームを主軸として、随所にミニゲームやアクション要素、一部場面におけるコマンド選択の時間制限などが盛り込まれている。
開発はパックスソフトニカが行い、制作は『ポケットモンスター』を手掛けた出石武宏、監督および脚本は荒木泰介、音楽はディスクシステム用ソフト『ファミコン探偵倶楽部PartII うしろに立つ少女』（1989年）や『メトロイドシリーズ』を手掛けた山本健誌およびゲームボーイ用ソフト『ゼルダの伝説 夢をみる島』（1993年）や『スーパーマリオランド3 ワリオランド』（1994年）を手掛けた石川こずえが担当している。
1999年7月1日にスーパーファミコンのニンテンドウパワー書き換えサービス専用として発売され、書き換えサービスは2007年2月28日に終了した。本作のパッケージ版は発売されていない。その後、バーチャルコンソール対応ソフトとして2007年にWii、2013年Wii Uにて配信された。いずれも日本国外では発売されていない。

## ストーリー・設定
夏休みを利用して祖父の住む田舎である「くずの木村」にやってきた小学生の主人公が、一人の少女と出会い、ひと夏の不思議な体験を過ごす物語。田舎の描写は、昭和50年代頃を思わせるような、どこか牧歌的な雰囲気である。

## キャラクター
ぼく
主人公。苗字と名前はプレイヤーが自由につける。小学生。夏休みを利用して、寺の和尚をやっている祖父の住む「くずの木村」にやってきた。語尾に「のだ」をつけて喋る。
女の子
紫の髪と紫の浴衣を着た女の子。主人公が村について最初に出会った子供である。年に似合わず、古めかしい言葉を使う。
おじいちゃん
主人公の祖父。「くずの木村」の寺で和尚をやっている。

## 移植版
| No. | タイトル                    | 発売日        | 対応機種 | 開発元             | 発売元 | メディア                              | 型式 | 備考 | 出典        |
| --- | --------------------------- | ------------- | -------- | ------------------ | ------ | ------------------------------------- | ---- | ---- | ----------- |
| 1   | ファミコン文庫 はじまりの森 | 2007年7月17日 | Wii      | パックスソフトニカ | 任天堂 | ダウンロード （バーチャルコンソール） | -    |      | [ 3 ] [ 4 ] |
| 2   | ファミコン文庫 はじまりの森 | 2013年8月21日 | Wii U    | パックスソフトニカ | 任天堂 | ダウンロード （バーチャルコンソール） | -    |      | [ 5 ]       |

## スタッフ
- 企画、原案：「ファミコン文庫」制作向上委員会
- 脚本：荒木泰介
- 電子演算技術：荒木泰介、榎紀行
- 美術監督：神山孝
- 美術：神山孝、高橋英子、富澤進
- 助手：若林勝彦
- 音楽：山本健誌、石川こずえ
- 助っ人：鈴木彦孝、前岩克知、住知之
- ありがとう!：川口孝司、菱田達也、新石健二、小林秀人、村上勝憲、梶ヶ谷礼子、藤ノ木恵子、野村扶二子、井上泰夫、中道幸呼
- ほんとにありがとう!：スーパーマリオクラブ
- 監督：荒木泰介、原田貴裕、山上仁志
- 制作：出石武宏、立本正博

## 評価
ゲーム誌『ファミ通』の「クロスレビュー」では合計29点（満40点）となっている。
ゲームムック『ハード末期に発売された名作ゲーム集』では「コマンドの総当たりで10時間もあればクリアできてしまう」としながらも、「牧歌的な雰囲気は本作独自のものと言える」と評価しており、「SFCの終末期に発売されたため埋もれているが、プレイ中は小学生の頃に戻れる名作だ」と肯定している。